# Chi Cheng (Leichtathletin)

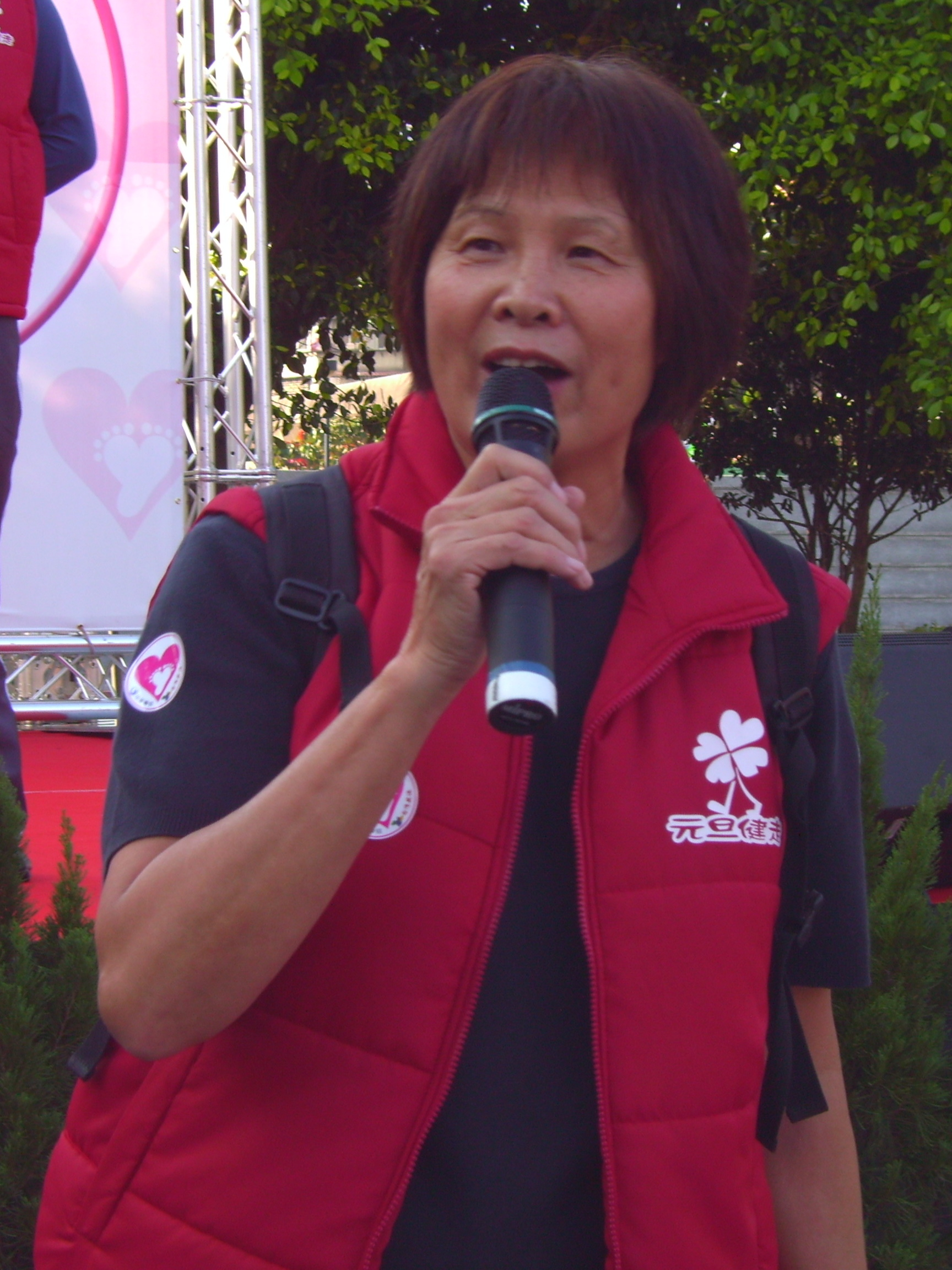
Chi Cheng 2007

Chi Cheng (* 15. März 1944 in Hsinchu, Taiwan) ist eine ehemalige taiwanische Leichtathletin, die 1968 eine olympische Bronzemedaille gewann.
Chi Cheng hatte bereits an den Olympischen Spielen 1960 und 1964 teilgenommen, war aber im Hürdenlauf jeweils wenig spektakulär im Vorlauf ausgeschieden, 1964 trat sie auch im Fünfkampf an und belegte den 17. Platz. Ihr Leistungsvermögen verbesserte sich sprunghaft, als sie die California Polytechnic State University besuchte und von Vincent Reel trainiert wurde. Bei den Olympischen Spielen 1968 in Mexiko-Stadt gewann sie die Bronzemedaille beim letztmals als olympische Disziplin durchgeführten 80-Meter-Hürdenlauf hinter den beiden Australierinnen Maureen Caird (Gold) und Pam Kilborn (Silber). Im 100-Meter-Lauf wurde sie in Mexiko-Stadt Siebte.
1969 lief sie zwei Weltrekorde auf Yard-Strecken. Chi Cheng trat bei vielen Veranstaltungen gleich dreimal an, auf beiden Sprintstrecken und im Hürdenlauf. Insgesamt startete sie 1969 bei 71 Rennen und gewann davon 70 Rennen, nur einmal unterlag sie gegen Barbara Ferrell. 1970 gelangen ihr sieben Weltrekorde, darunter 11,0 Sekunden über 100 Meter in Wien, 22,4 Sekunden über 200 Meter in München und 100 Minuten später 12,8 Sekunden im 100-Meter-Hürdenlauf. Sie wurde dafür mit der Sportler des Jahres-Auszeichnung von Associated Press geehrt.
Im Dezember 1970 gewann sie bei den Asienspielen in Bangkok über 100 Meter. Nach 84 ungeschlagenen Rennen im Jahr 1970 spielte ihr Körper nicht mehr mit; drei Jahre quälte sich Chi Cheng mit Verletzungen, dann beendete sie ihre Karriere.
Bei einer Körpergröße von 1,71 m betrug ihr Wettkampfgewicht 61 kg. Chi Cheng heiratete Ende 1970 ihren Trainer Vincent Reel, die Ehe hielt aber nur wenige Jahre. Danach kehrte Chi Cheng nach Taiwan zurück und engagierte sich politisch, so war sie Mitglied im NOK Taiwans. Sie wurde noch zur Zeit der KMT-Alleinherrschaft dreimal in den Legislativ-Yuan gewählt und war dort Abgeordnete von 1981 bis 1989. 2009 ernannte sie Präsident Ma Ying-jeou (Kuomintang) zu einem seiner Politikberater, woraufhin sie ihre US-amerikanische Staatsbürgerschaft, die sie bisher zusammen mit der taiwanischen innegehabt hatte, aufgeben musste. Auch unter der neuen Präsidentin Tsai Ing-wen (DPP, ab 2014) blieb Chi weiterhin Präsidentenberaterin.